# フスタネーラ

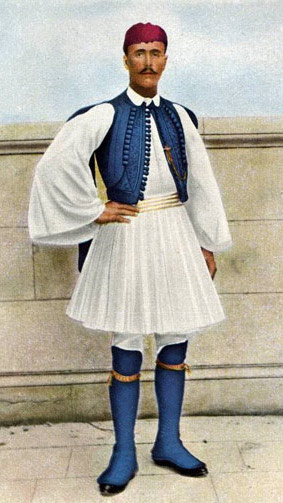
フスタネーラを着用した男性

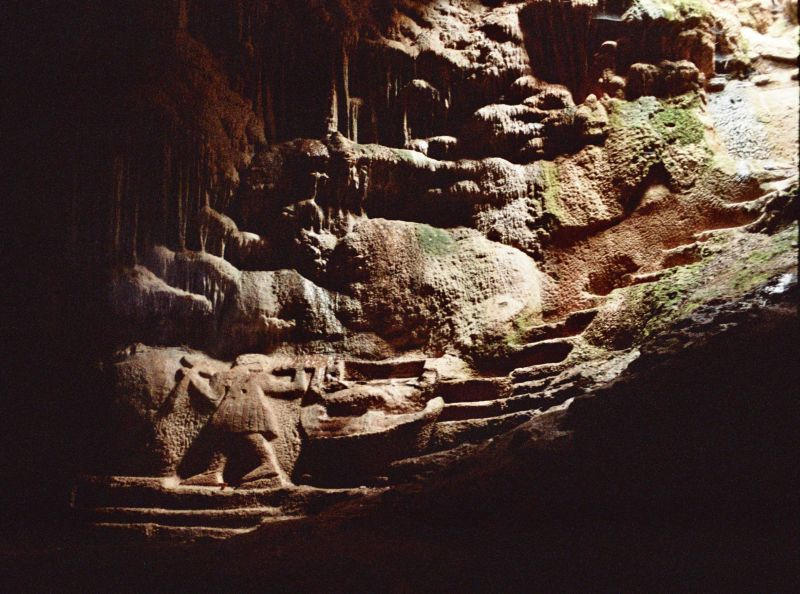
Vari Caveにあるフスタネーラを来た人のレリーフ

フスタネーラ（アルバニア語:fustanella、ギリシャ語:φουστανέλα）は、バルカン半島諸国の男性が着用する伝統的なスカート型の下衣。女性のスカートはフスタと呼ばれる。
現代では、フスタネーラは主にギリシアの儀仗部隊エヴゾネス（Evzones）や、アルバニアの親衛隊の衣装、アルバニア、ギリシアの民族舞踊の衣装の一部として残っている。
かつて、フスタネーラはアルバニア南部のトスク地方から15世紀頃にギリシアに導入されたと考えられていたため、『アルバニア風シュミーズ』という別名もある。同型の衣装は、シリアからルーマニアにかけて広く存在しているが起源については紛糾している。

## 概要
フスタネーラの起源は古代ギリシアまでさかのぼる。東ローマ帝国の時代には、スカート型の下衣はポデア（podea）と呼ばれていた。ポデアは神話の英雄や辺境守備隊であるアクリタイ、12世紀以降はマヌエル1世コムネノスの象徴とされていた。オスマン帝国の支配下では、フスタネーラは山賊とその対策部隊のアルマトロイ（armatoloi）が着用していた。独立の気運が高まる18世紀から19世紀初頭、フスタネーラは民族全体の象徴とされるようになる。このころのものは、まだ膝下丈で裾はガーターと共にブーツにたくし込まれていた。ギリシャ王国時代、スカートは膝上丈まで短くなり、靴下型のタイツと、編み上げブーツかポンポンを飾った靴を合わせるようになった。現代のギリシャの儀仗部隊エヴゾネスはこのスタイルを踏襲している。

## 着用
フスタネーラは木綿の一枚布から一般的なプリーツスカートと同様の手法で作られるが、襞が非常に多いのが特徴的。エヴゾネスのものにはトルコの支配年数にちなむ400の襞を畳む。左右が分かれたジャージの白ストッキングを穿き、白木綿の靴下をさらに重ねて黒い房つきのガーターで留める。裾がまっすぐに断ってある、腰丈でかなりゆとりの大きいビショップ・スリーブ風の白いプカミサ（シャツ）を着る。フスタネーラを腰に結わえて、幅8センチ長さ230センチほどの縞模様の帯を上から巻く。爪先に黒いポンポンの付いた赤い革製のツアルヒア（tsarouchia）という靴を履く。このポンポンは、独立戦争のころに暗器として靴に隠したナイフの刃先を隠すためのものの名残。赤いフェルトを五枚矧ぎにして黒いふさ飾りを飾った縁なし帽を被る。上着として、ピスリと呼ばれるトルコ風の体にぴったりした綴れ織りの腰丈ジャケットを着る。